# Série des stades de la LNH 2025
Navigation
2024
L'édition 2025 est la 12e édition de la Série des stades de la LNH, en anglais : 2025 NHL Stadium Series, une partie annuelle de hockey sur glace disputée à l’extérieur en Amérique du Nord. La rencontre a lieu le 1er mars 2025 entre les Blue Jackets de Columbus et les Red Wings de Détroit. L'évènement se déroule à l'Ohio Stadium, le domicile des Buckeyes d'Ohio State de l'université d'État de l'Ohio.

## Contexte
Le 17 février 2024, la LNH annonce l'organisation de la prochaine série des stades. La ligue n'organisera plus qu'une seule Série des stades par saison au lieu de deux. Les dirigeants de la LNH avaient envisagé d'organiser un match en plein air à l'Ohio Stadium depuis leur visite sur place en novembre 2022. C'est le premier match en plein air des Blue Jackets de Columbus, tandis que c'est le quatrième pour les Red Wings de Détroit. Le choix des adversaires reflète la rivalité Michigan-Ohio State en football universitaire entre les Wolverines du Michigan et les Buckeyes d'Ohio State, elle-même reflétant la rivalité entre les États du Michigan et de l'Ohio depuis la guerre de Toledo.
Les Panthers de la Floride et le Club de hockey de l'Utah, en expansion, étaient initialement les seules équipes à ne pas avoir joué de match en plein air. Cependant, le 8 janvier 2025, on annonce que les Panthers affronteront les Rangers de New York lors de la Classique hivernale de la LNH 2026 au LoanDepot Park, laissant l'Utah comme la seule équipe à ne pas avoir joué de match en plein air.

## Match

### Match
| 1er mars 2025 | Blue Jackets de Columbus | 5-3 | Red Wings de Détroit | Ohio Stadium 94 751 spectateurs |

| Feuille de match | Feuille de match | Feuille de match | Feuille de match | Feuille de match |
| ---------------- | --- | ---------------- | --- | ---------------- |
|                  | 2e période 1. Mateychuk (Jenner, van Riemsdyk) — 5 min 31 s 3. Voronkov (Johnson, Werenski) — 17 min 23 s (SN) 4. Olivier (Danforth) — 17 min 55 s 7. Danforth (Aston-Reese, Provorov) — 17 min 43 s 8. Fantilli (Werenski, Jenner) — 18 min 52 s (CV) |                  | 2. DeBrincat (Kane, Seider) — 13 min 6 s (SN) 3e période 5. Kane (Edvinsson, Johansson) — 3 min 34 s 6. DeBrincat (Gustafsson, Kane) — 16 min 36 s |                  |
|                  | |                  | |                  |
| 4 min            | Pénalités | 2 min            | |                  |
| 21               | Tirs | 46               | |                  |